# A Banda
A Banda (portugiesisch für Die Musikkapelle / Die Band) ist ein 1966 von Chico Buarque geschriebener Marsch, der in der instrumentalen Version von Herb Alpert international bekannt wurde und ein Nummer-eins-Hit in den US-amerikanischen Adult Contemporary Charts wurde.
Chico Buarque schrieb das Lied im Jahre 1966, es war nach einer Platte mit den Titeln Pedro Pedreiro und Sonho de um carnaval aus dem Jahre 1965 die zweite Veröffentlichung von Chico Buarque. Im gleichen Jahr gewann der von Nara Leão interpretierte Titel das Festival da Música Popular Brasileira des Fernsehkanals TV Record ex aequo mit dem Song „Disparada“ von Geraldo Vandré und Théo de Barros, den Jair Rodrigues auf dem Festival vorstellte. 1966 wurde der Song als erstes Stück des Albums Chico Buarque de Hollanda (Vol. 1) veröffentlicht. Die Single verkaufte sich innerhalb der ersten 40 Tage angeblich millionenfach.
Der portugiesische Originaltext des Liedes erzählt in einfacher Sprache, wie eine Musikkapelle durch die Straßen einer Stadt zieht, „von der Liebe singt“ und wie „die leidgeprüften Leute“ in dem innehalten, was sie gerade tun: „der ernste Mann hört auf, das Geld zu zählen, das verliebte Mädchen hört auf, sich nach den Sternen zu sehnen, der alte Mann vergisst seine Müdigkeit und macht ein Tänzchen, die traurige Rose blüht auf und das hässliche Mädchen lehnt sich aus dem Fenster, weil es meint, die Kapelle spielt für sie“. Dass der auf den ersten Blick harmlose Text eine zweite Bedeutungsebene hat, macht Buarque gegen Ende des Textes klar: Die Kapelle symbolisiert das Militär, das im Jahre 1964 im Rahmen des Staatsstreiches von Humberto Castelo Branco in die Städte Brasiliens einmarschiert war. Sie erregt kurz die Aufmerksamkeit und Hoffnung der Menschen, aber „als die Kapelle vorbeigezogen war, kehrte alles auf seinen Platz zurück, die Freuden des Lebens waren jedoch vergangen“. Die Subversivität des Liedes und seine potentielle Wirkung auf die leicht beeinflussbaren Bevölkerungsteile Brasiliens erkannte die Zensur der Militärregierung erst nach dem Preisgewinn auf dem Festival. In den Folgejahren wurde Buarque viele Male von der Militärpolizei belästigt, vor allem als er sein Theaterstück Roda Viva auf die Bühnen brachte. Chico Buarque publizierte deshalb zeitweise unter dem Pseudonym Julinho da Adelaide.

## Coverversionen
Im Jahre 1967 nahm Astrud Gilberto den Song mit einem englischen Text, der von Bob Russell stammte, für Verve/Copacabana auf. Mit seiner Instrumentalversion hatte Herb Alpert 1967 in den USA einen Nummer-eins-Hit. Eine deutschsprachige Version mit einem Text von Fred Weyrich und Fred Conta wurde 1968 gesungen von France Gall (Zwei Apfelsinen im Haar) und erreichte Platz 16 der deutschen Singlecharts. Die Version von Gall wurde für 500.000 verkaufter Einheiten in Deutschland mit einer Goldenen Schallplatte ausgezeichnet. Die 3 Tornados parodierten den Song unter dem Titel Terror-Rosita und veröffentlichten ihn 1979 auf ihrem Album Tornados a Gogo.
Eine italienische Version stammt von Mina unter dem Titel La Banda. Die schwedische Sängerin Siw Malmkvist publizierte auf ihrem Album Harlekin von 1968 die schwedische Vocalvariante mit dem Titel Den Som Lever Fӑr Se. Dalida sang wiederum eine französische Version unter dem Titel La Banda.

## Trivia
Die deutschsprachige Version 1968 gesungen von France Gall (Zwei Apfelsinen im Haar) wurde in der DDR aufgrund des Mangels an Apfelsinen und anderen klassischen Südfrüchten mit dem Text Zwei Apfelsinen im Jahr und zum Parteitag Bananen, der Kommunismus ist da und alles schreit Hurra … parodiert.